# Casa Gran de Bellveí
La Casa Gran de Bellveí és una masia del terme de Calders (Moianès) que pertanyia a la parròquia rural de Sant Andreu de Calders. Està inclosa en l'Inventari del Patrimoni Arquitectònic de Catalunya.
Està situada a l'esquerra del riu Calders, a migdia de Sant Andreu de Calders, al sud-est de Comelles i al nord-oest de la masia monistrolenca del Bosc.

## Descripció
És una casa rectangular, enlairada dalt d'un serrat, al costat del riu. El cos residencial del mas està format pels baixos (entrada, celler de volta amb arcs de pedra, estables, tines...), escala de pedra que puja al primer pis dedicat a l'habitatge i magatzem; a ponent, hi ha una doble galeria amb pedrissos al seu voltant. El segon pis són golfes.
El portal d'entrada a la casa és adovellat, formant arc de mig punt. Els murs que tanquen la casa i el barri estan en mal estat. Hi ha contraforts a la façana nord.
Té com a construccions adossades uns corrals dins el barri, aprofitant els murs que el tanquen, i coberts i granges fora del conjunt. El material constructiu és de pedra. En les cantonades i finestrals són carreus ben escairats. La coberta és a dos aiguavessos, amb carener perpendicular a la façana.

## Història
A la façana de migdia és on s'observa una construcció més antiga. A ponent es van fer reformes el 1685 i el 1799. L'any 1802, en casar-se un hereu Serramelera, casa econòmicament important en aquell temps, amb una pubilla Bellvehí, es fan moltes reformes a la casa, tal com ho deixen veure diferents llindes de portes amb el gravat d'una serra, figurant-hi el nom Serramelera.